# المسيحية في القرن الثامن عشر
تميزت المسيحية في القرن الثامن عشر بالصحوة الكبرى الأولى في الأمريكتين، جنبًا إلى جنب مع توسع الإمبراطوريتين الإسبانية والبرتغالية حول العالم، ما ساعد على انتشار الكاثوليكية. وفقًا للمؤرخ سيدني إي. أهلستروم، حدثت «ثورة بروتستانتية عالمية كبيرة» أدت إلى الحركة التقوية في ألمانيا والدول الاسكندنافية، وإحياء الإنجيلية، والميثودية في إنجلترا، والصحوة الكبرى الأولى في المستعمرات الأمريكية. حولت هذه الحركة الإنجيلية القوية التركيز من الإيمان الشكلي إلى التقوى الداخلية. في ألمانيا، مثّل ذلك استمرارًا جزئي للتصوف الذي ظهر في عصر الإصلاح. كان قائد فيليب سبينر (1635-1705) قائد الحركة التقوية، وقد قلل أتباعه من أهمية الخطاب اللاهوتي واعتقدوا أن جميع الكهنة يجب أن يعتنقوا الدين من جديد؛ وأرادوا أن تزداد مشاركة الناس العاديين في شؤون الكنيسة. أكد أتباع التقوية على أهمية قراءة الكتاب المقدس. كان أوجست هيرمان فرانك (1663-1727) قائدًا مهمًا آخر حول جامعة هالي إلى مركز فكري. كانت الحركة التقوية قوية في الكنائس اللوثرية، وكان لها أيضًا وجود في الكنيسة الإصلاحية الهولندية. لكن ألمانيا أعادت إصلاح عمل الكنيسة الإصلاحية عن كثب تحت سيطرة الحكومة، التي لم تثق في الحركة التقوية. وبالمثل في السويد، كانت الكنيسة اللوثرية ذات توجه قانوني وفكري لدرجة أنها تجاهلت مطالب الحركة التقوية. تستمر الحركة التقوية في التأثير على البروتستانتية الأوروبية، وقد انتشرت حول العالم عن طريق التبشير.
في بريطانيا ومستعمراتها، سُميت نفس الحركة تجاه التقوى الفردية بالإنجيلية. كان جون ويسلي وجورج وايتفيلد وكاتب الترانيم الدينية تشارلز ويسلي من بين أهم القادة الميثوديون. حدثت الحركات الدينية داخل كنائس الدولة القائمة، ولكن كانت هناك قوة مركزية باستقلال جزئي، كما في حالة إحياء الميثودية واللاهوت الويزلي.

## الصحوة الأمريكية الكبرى
كانت الصحوة الكبرى الأولى موجةً من الحماس الديني بين البروتستانت اجتاحت المستعمرات الأمريكية في ثلاثينات وأربعينات القرن الثامن عشر، وتركت تأثيرًا دائمًا على الفكر الديني الأمريكي. كان جوناثان إدواردز، ربما أقوى مفكر في مستعمرة أمريكا، زعيمًا رئيسيًا. جاء جورج وايتفيلد من إنجلترا وأقنع العديد بالانضمام إلى الصحوة. أكدت الصحوة العظيمة على الفضائل الإصلاحية التقليدية للوعظ الإلهي والليتورجيا البدائية والشعور العميق بالذنب الشخصي وفداء المسيح. نتجت الصحوة عن الوعظ القوي الذي أثر بعمق في المستمعين بإحساس عميق بالذنب الشخصي وخلاص المسيح. بالابتعاد عن الطقوس والاحتفالات، جعلت الصحوة الكبرى الدين شخصيًا.
كان للصحوة تأثير كبير في إعادة تشكيل الطوائف الأبرشانيونية والمشيخية والإصلاحية الهولندية والإصلاحية الألمانية وعززت الطوائف المعمدانية والميثودية الصغيرة. أوصلت الصحوة المسيحية إلى العبيد واعتُبرت حدثًا مروعًا في نيو إنجلاند تحدى السلطة الراسخة. أثارت الصحوة الحقد والانقسام بين الصحويين الجدد والتقليديين القدامى الذين أصروا على الطقوس والعقيدة. كان للصحوة تأثير ضئيل على الأنجليكان وأتباه جمعية الأصدقاء الدينية (الكويكرز).
على عكس الصحوة الكبرى الثانية التي بدأت نحو عام 1800 والتي وصلت إلى غير أعضاء الكنيسة، ركزت الصحوة الكبرى الأولى على الأشخاص الذين كانوا بالفعل أعضاء في الكنيسة. غيرت الصحوة طقوسهم وتقواهم ووعيهم الذاتي. أنعش الأسلوب الجديد للخطب وطريقة ممارسة الناس لدينهم المجتمع الديني الأمريكي. أصبح الناس منخرطين في دينهم بشكل شخصي، بدلًا من الاستماع الخطاب الفكري دون مشاركة. أُطلِق على الكهنة الذين يستخدمون هذا النمط الديني الجديد من الوعظ اسم «الأنوار الجديدة»، بينما أُطلِق على الكهنة القدامى اسم «الأنوار القديمة». بدأ الناس في دراسة الكتاب المقدس في المنزل، الأمر الذي قاد إلى لامركزية في تعلم الدين من قِبل العامة وأصبح الحال مشابهًا لاتجاهات الفردية في أوروبا أثناء الإصلاح البروتستانتي.